# Langham, Saskatchewan
Langham är en ort i Kanada.   Den ligger i provinsen Saskatchewan, i den centrala delen av landet, 2 400 km väster om huvudstaden Ottawa. Langham ligger 512 meter över havet och antalet invånare är 1 070.
Terrängen runt Langham är platt, och sluttar västerut. Runt Langham är det ganska tätbefolkat, med 56 invånare per kvadratkilometer.. Närmaste större samhälle är Dalmeny, 14,1 km öster om Langham.
Trakten runt Langham består till största delen av jordbruksmark.